# Альваро Нуньєс Кабеса-де-Вака
Альвар Нуньєс Кабеса-де-Вака (ісп. вимова: [ˈalβaɾ ˈnũɲeθ kaˈβeθa ðe ˈβaka] ( прослухати) (1490/95 — 1559/64) — іспанський конкістадор, перший етнограф, що став захисником індіанців, здійснив декілька експедицій углиб Північної та Південної Америк.

## Біографія
У 1528 році Альвар разом з експедицією іспанського конкістадора Панфіло де Нарваеса прибув на західне узбережжя Флориди. Він мав чин королівського веєдора (казначея), коронного уповноваженого інспектора. Повсякчас експедиція стикалася з індіанцями. У гирлі річки Еспіриту-Санто (сучасна Міссісіпі) Нарваес і де Вака розділилися. Нарваес пішов угору по річці, де й загинув. А де Вака залишився в гирлі. Незабаром корабель де Ваки отримав ушкодження та затонув. Альвар врятувався разом з трьома супутниками. Вони пройшли територією сучасних Луїзіани, Техасу, перетнули річку Ріо-Гранде поблизу гирла річки Пекос. По ній вони піднялися на значну відстань до долини річки Які, а звідти до північних іспанських форпостів у Кульякані біля річки Петатлан (верхів'я річки Сіналоа, яка впадає до Каліфорнійської затоки). Ця подорож тривала 7 років.

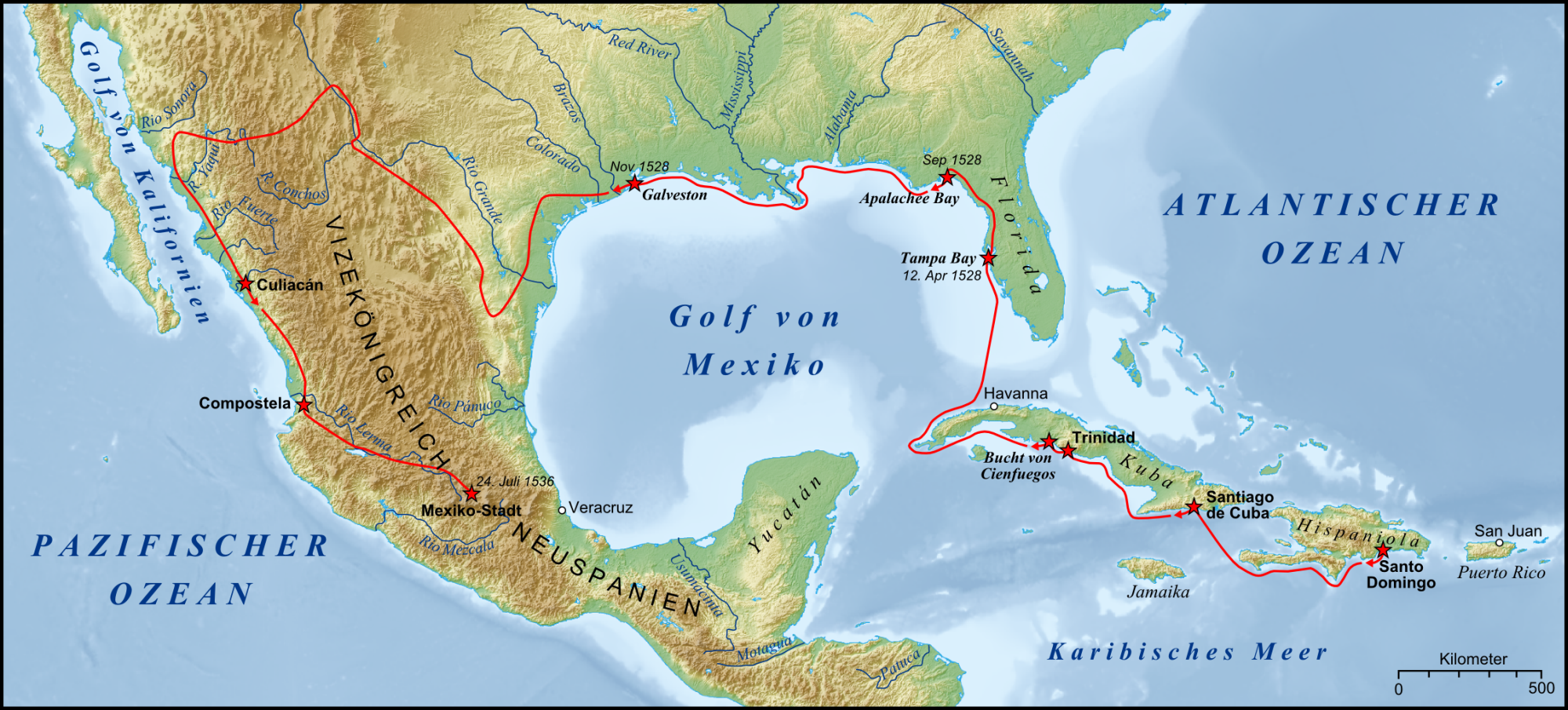
Маршрут експедиції Нарваеса (до листопада 1528 р.) і історична реконструкція подальших мандрів Кабеса-де-Ваки

У 1537 році Кабеса де Вака повернувся в Іспанію, але в 1541 році його призначили губернатором Нової Андалузії у місті Асунсьйон (Південна Америка). Тут він зіткнувся з Домінго Мартинесом Іралом, який був засновником цієї іспанської колонії). Невдалі походи до Анд через пустелю Чако (іспанці не знайшли ні золота, ні срібла) та невправність де Ваки як адміністратора дали можливість Іралу у 1542 році підбурити колоністів проти губернатора, захопити його та відправити до Іспанії. Подальша доля Альвара де Ваки невідома.
Альвар Нуньєс де Вака перший почав дослідження Великих рівнин біля річки Міссісіпі, отримав перші відомості про індіанців пуебло.
У 1555 році вийшла у світ праця «Реляції про корабельні аварії з коментарями Альвара Нуньєса де Ваки».